# Димитър Арнаудов (контратенор)
Димитър Арнаудов е български оперен певец, глас - контратенор.

## Биография
Димитър Емануилов Арнаудов е роден в гр. Ямбол. Започва музикалното си образование в НУМСИ „Проф. Панчо Владигеров“ – Бургас при вокалния педагог Ксения Драгостинова, а по-късно и в Национална музикална академия "Проф. Панчо Владигеров" – София в класа на Доц. Д-р Велизара Караянкова. Специализира в опера студио при Рената Ското, Чезаре Скартон и Анна Ванди към Национална академия „Санта Чечилия“ в Рим – Италия, в Майсторските класове при камерзенгерин проф. Елена Филипова, в Майсторски клас за интерпретация на френска музика при Вера Николова и Олилвие Дориа. Дългогодишен участник в майсторските класове на Райна Кабаиванска в Софийска опера и балет и НБУ, като две поредни години е награждаван със стипендия от фонд „Райна Кабаиванска“ и специализира при Маестра Райна Кабаиванска в Академия „Веки-Тонели“ – Модена, Италия. Завършва магистратура – „Вокална педагогика“ в НМА „Проф. Панчо Владигеров“„ София.
Гост-солист е на Национална опера и балет – София, Държавна опера – Стара Загора, Държавна опера – Варна, Държавна опера - Бургас Архив на оригинала от 2022-02-28 в Wayback Machine.  камерен оркестър „Дианополис“ – Ямбол. В репертоара му са ролите на Орест в „Хубавата Елена“ от Ж. Офенбах, Печения лебед в „Кармина Бурана“ на К. Орф,  Орфей от „Орфей и Евредика“ на Кр. В. Глук, Император Алтум в „Турандот“ на Дж. Пучини, Аморе в „Балът на неблагодарните“ на Кл. Монтеверди, Венера от „Венера и Любовта“ на Ал. Скарлати и др. Носител е на множество награди от международни конкурси. Финалист в предаването „България търси талант“ през 2016 г.